# جوزيف ويلسون إيرفن
جوزيف ويلسون إيرفن (بالإنجليزية: Joseph Wilson Ervin)‏ هو محامي وسياسي أمريكي، ولد في 3 مارس 1901 في مورغانتون في الولايات المتحدة، وتوفي في 25 ديسمبر 1945 في واشنطن العاصمة في الولايات المتحدة. حزبياً، نشط في الحزب الديمقراطي. وقد انتخب عضو مجلس النواب الأمريكي.